# Іна Баєрманн
Іна Баєрманн (нім. Ina Beyermann, 11 квітня 1965) — німецька плавчиня.
Медалістка Олімпійських Ігор 1984 року, учасниця 1988 року.